# جمعية تعليم العلوم
جمعية تعليم العلوم (بالإنجليزية: The Association for Science Education)‏ (ASE) هي جمعية مهنية في المملكة المتحدة لمعلمي العلوم وفنيي العلوم. تأسست الجمعية عام 1963 وهي عضو في مجلس العلوم في المملكة المتحدة.